# Ethan Wayne
John Ethan Wayne (ur. 22 lutego 1962 w Los Angeles w stanie Kalifornia) – amerykański aktor telewizyjny i filmowy i kaskader. Swoje imię Ethan zawdzięcza ojcu, który nadał mu je przyjmując po swoim ekranowym głównym bohaterze Ethanie Edwardsie, byłym żołnierzu konfederacji z westernu Poszukiwacze (The Searchers, 1956).

## Życiorys

### Wczesne lata
Jest synem wybitnego aktora i jednej z największych legend Hollywoodu Johna Wayne'a (ur. 1907, zm. 1979) i jego trzeciej żony Pilar Palette (ur. 1928 w Peru). Ma dwie siostry – starszą Aissę (ur. 31 marca 1956) i młodszą Marisę Carmelę (ur. 22 lutego 1966). Z wcześniejszych związków ojca ma czwórkę starszego przyrodniego rodzeństwa – dwóch braci: Michaela (ur. 1934, zm. 2003) i Patricka (ur. 1939) oraz dwie siostry: Mary "Toni" Antonię (ur. 1936) i Melindę Ann (ur. 1940).

### Kariera
Mając osiem lat debiutował na wielkim ekranie u boku ojca w przygodowym westernie Rio Lobo (1970)). Rok później ponownie wystąpił z ojcem, w roli Małego Jake'a McCandlesa w kolejnym westernie sensacyjnym Wielki Jake (Big Jake, 1971). Po latach rozpoczął karierę aktorską od udziału w brytyjskim filmie Kalifornijscy kowboje (Escape from El Diablo, 1983), a potem pojawił się w 1985 roku w trzech produkcjach kinowych: horrorze Lampa (Scream/The Outing), włoskim westernie Man Hunt (Cane arrabbiato) i niemieckowłoskim sensacyjnym filmie wojennym Misja cobra (Cobra Mission).
Na srebrnym ekranie wystąpił m.in. w serialu sci-fi NBC Nieustraszony (Knight Rider, 1984) z Davidem Hasselhoffem, włoskim miniserialu Misja miłości (Missione d'amore, 1992) u boku Carol Alt oraz sitcomie Warner Bros. A teraz Susan (Suddenly Susan, 1997) z Brooke Shields. W operze mydlanej CBS Moda na sukces (The Bold and the Beautiful, 1987–88, 1994, 1998, 2000–2001, 2003) zagrał postać Storma Logana.

### Życie prywatne
W latach 1989-90 był żonaty z Giną Rivadenegry.

## Filmografia

### Filmy fabularne
- 1970: Rio Lobo
- 1971: Wielki Jake (Big Jake) jako Mały Jake McCandles
- 1983: Kalifornijscy kowboje (Escape from El Diablo) jako Sundance
- 1984: Obława (Cane arrabbiato) jako kowboj
- 1985: Misja cobra (Cobra Mission) jako Mike
- 1985: Szalony pies/The Manhunt (Cane arrabbiato) jako Nieznajomy
- 1985: Lampa (Scream) jako Stan
- 1996: Ładunek wewnętrzny (Bombshell) jako Policjant #4
- 1997: Ostatni uścisk (The Last Embrace) jako Webster
- 2000: Comanche jako Mark Kellogg
- 2011: Red Slate jako kaskader

### Filmy TV
- 1987: Alamo: Trzynaście dni do chwały (The Alamo: Thirteen Days to Glory) jako Edward Taylor
- 1996: Świadek wyścigu (La Signora della città)

### Seriale TV
- 1984: Nieustraszony (Knight Rider) jako Danny Duvall
- 1987-88: Moda na sukces (The Bold and the Beautiful) jako Stephen 'Storm' Logan Jr.
- 1989: Jesse Hawkes
- 1990: Adam 12 jako Oficer Matt Doyle
- 1992: Misja miłości (Missione d'amore) jako Giorgio
- 1993: Plac Hiszpański (Piazza di Spagna)
- 1994: Moda na sukces (The Bold and the Beautiful) jako Stephen 'Storm' Logan Jr.
- 1994: Poza horyzontem/Milagros (Más allá del horizonte) jako Juan Pedraza
- 1997: A teraz Susan (Suddenly Susan) jako Dr Byron Glaser
- 1998: Moda na sukces (The Bold and the Beautiful) jako Stephen 'Storm' Logan Jr.
- 2000-2001: Moda na sukces (The Bold and the Beautiful) jako Stephen 'Storm' Logan Jr.
- 2003: Moda na sukces (The Bold and the Beautiful) jako Stephen 'Storm' Logan Jr.
- 2013: Gwiazdy lombardu (Pawn Stars) – w roli samego siebie

### Filmy dokumentalne
- 2004: Najwięksi Hollywoodu (The Hollywood Greats)